# Forain
Pour les articles homonymes, voir Forain (homonymie).
Un forain est un propriétaire ou un employé des grandes et petites attractions, des manèges, des stands de foire, des étals de foire et de marché. Les entreprises foraines étant pour la plupart familiales, le terme « forain » s'applique par extension à la famille de ces personnes.
L'adjectif forain désigne par extension une activité dont l'exercice est mobile, et change de site au gré de l'entreprise.

## Origines et acceptions du terme

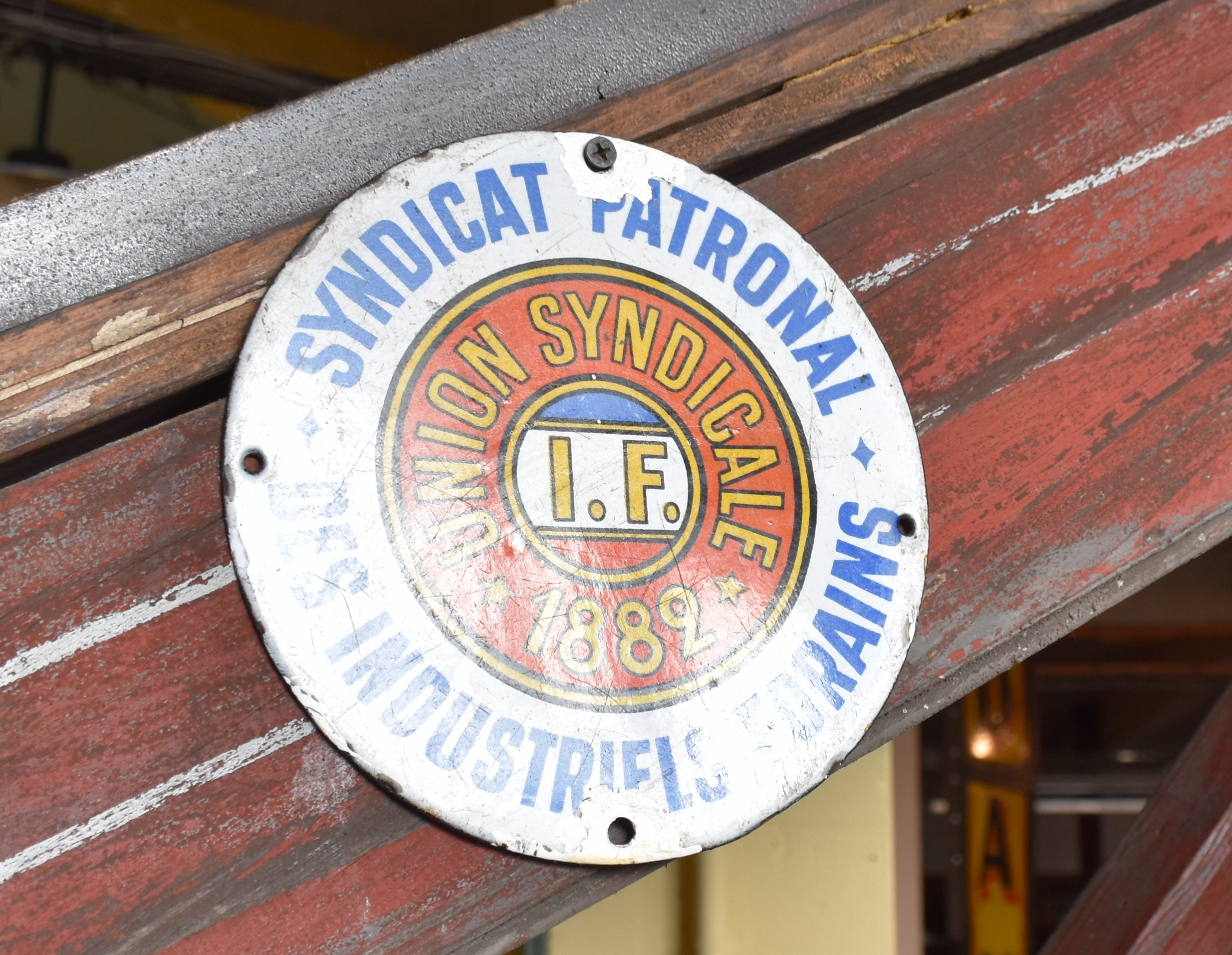
Plaque apposée sur un manège ancien au Musée des Vieux métiers de saint-Quentin.

En vieux français, un « forain » est quelqu'un d'extérieur, d'étranger au village (le mot a donné l'adjectif anglais foreign, qui a gardé ce sens).
Ainsi, les personnes qui avaient des propriétés, des terres dans une paroisse ou une commune sans résider dans celle-ci étaient qualifiées de « forains ».
Ce sens premier est encore utilisé comme adjectif dans des expressions comme :
- « audience foraine » (audience tenue par un juge en dehors du tribunal),
- « journée foraine » (sortie annuelle organisée par une société savante),
- « mouillage forain » (mouillage en dehors d'un port),
- « commerçant ou marchand forain » (commerçant non sédentaire, payant un droit de place).
- « procureur forain ».

En France, il a également conservé ce sens dans certains textes à portée règlementaire (notamment article R4312-75, R4321-117 et R4127-74 du Code la Santé Publique ; R4622-18 du Code du Travail).

## Histoire
La tradition des fêtes foraines remonterait aux saltimbanques du Moyen Âge et aux spectacles donnés lors des fêtes religieuses.

## Description

### Activités professionnelles

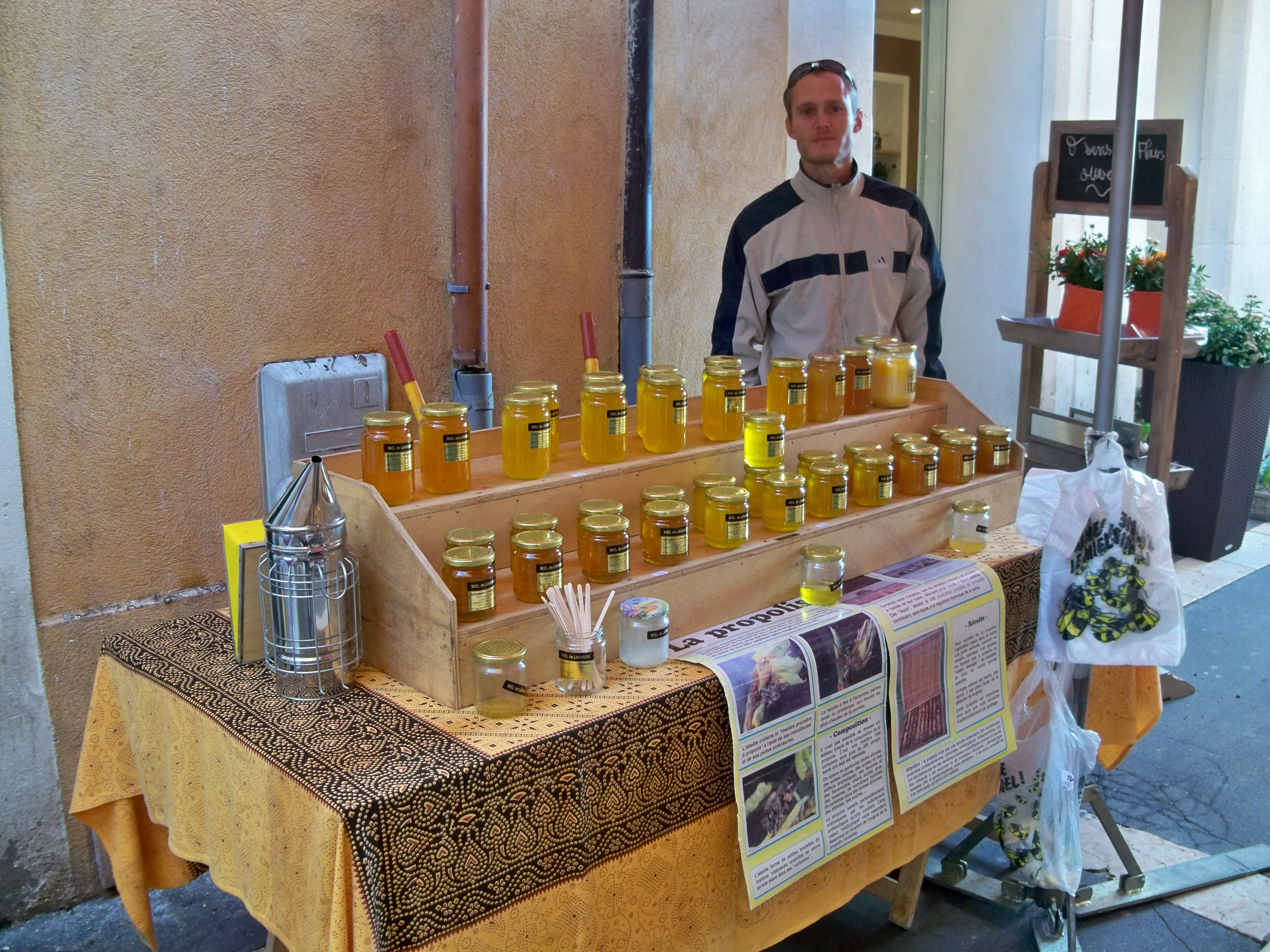
Stand de miel de Provence sur le marché d'Apt

Les activités des entreprises foraines se répartissent en :
- grandes et petites attractions,
- manèges,
- stands,
- étals de foire et de marché[3].

Dans les années 2000, en France, environ 30 000 familles de forains vivent et travaillent.
Les arts forains ont été officiellement reconnus par l'État[Lequel ?] en 2017, par une inscription à l'inventaire national du patrimoine culturel immatériel, à l'instigation de l'association foraine "Le petit cheval de bois".

### Catégories professionnelles

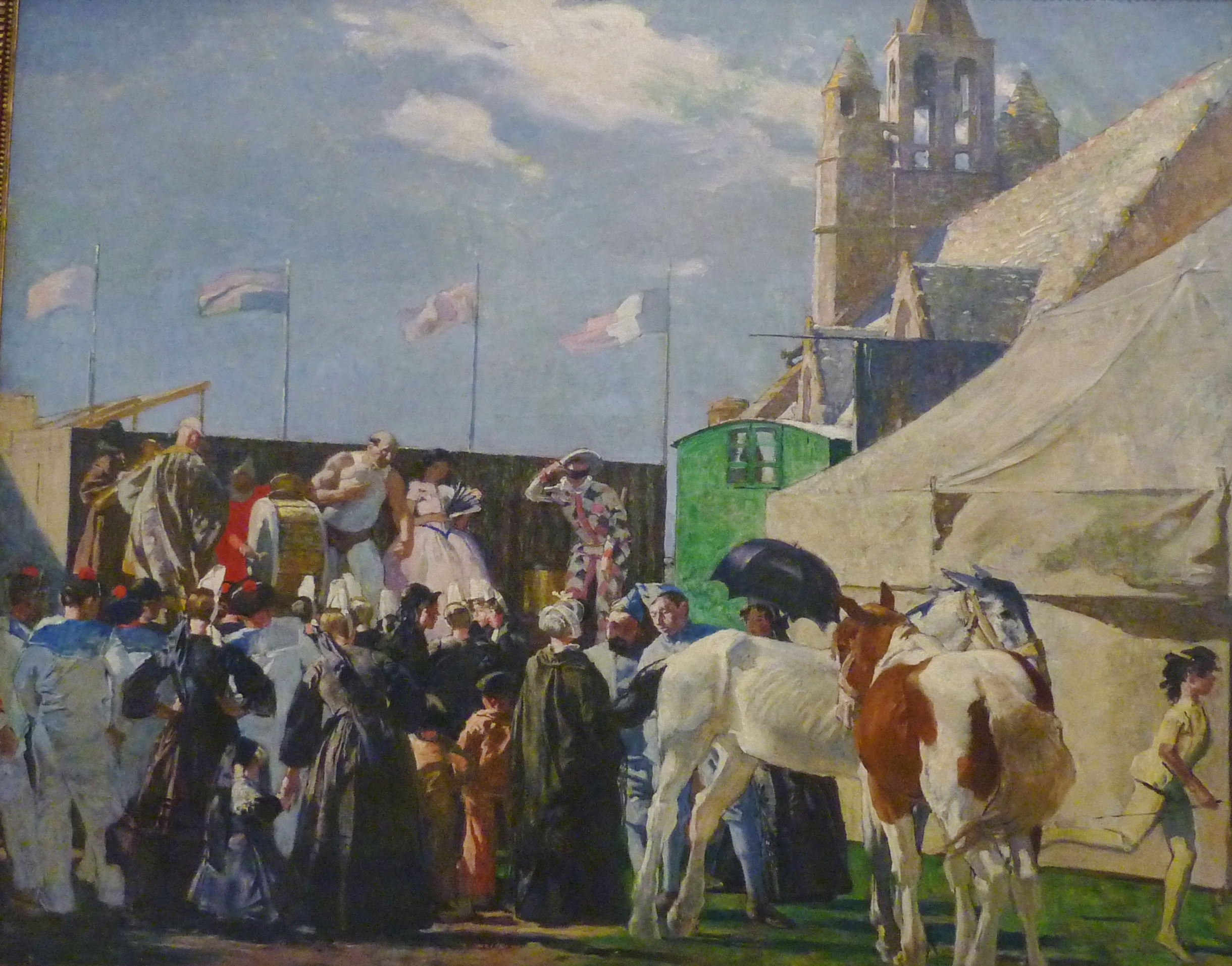
La Parade de cirque forain au pardon de Notre-Dame-de-la-Joie ou Parade de foire

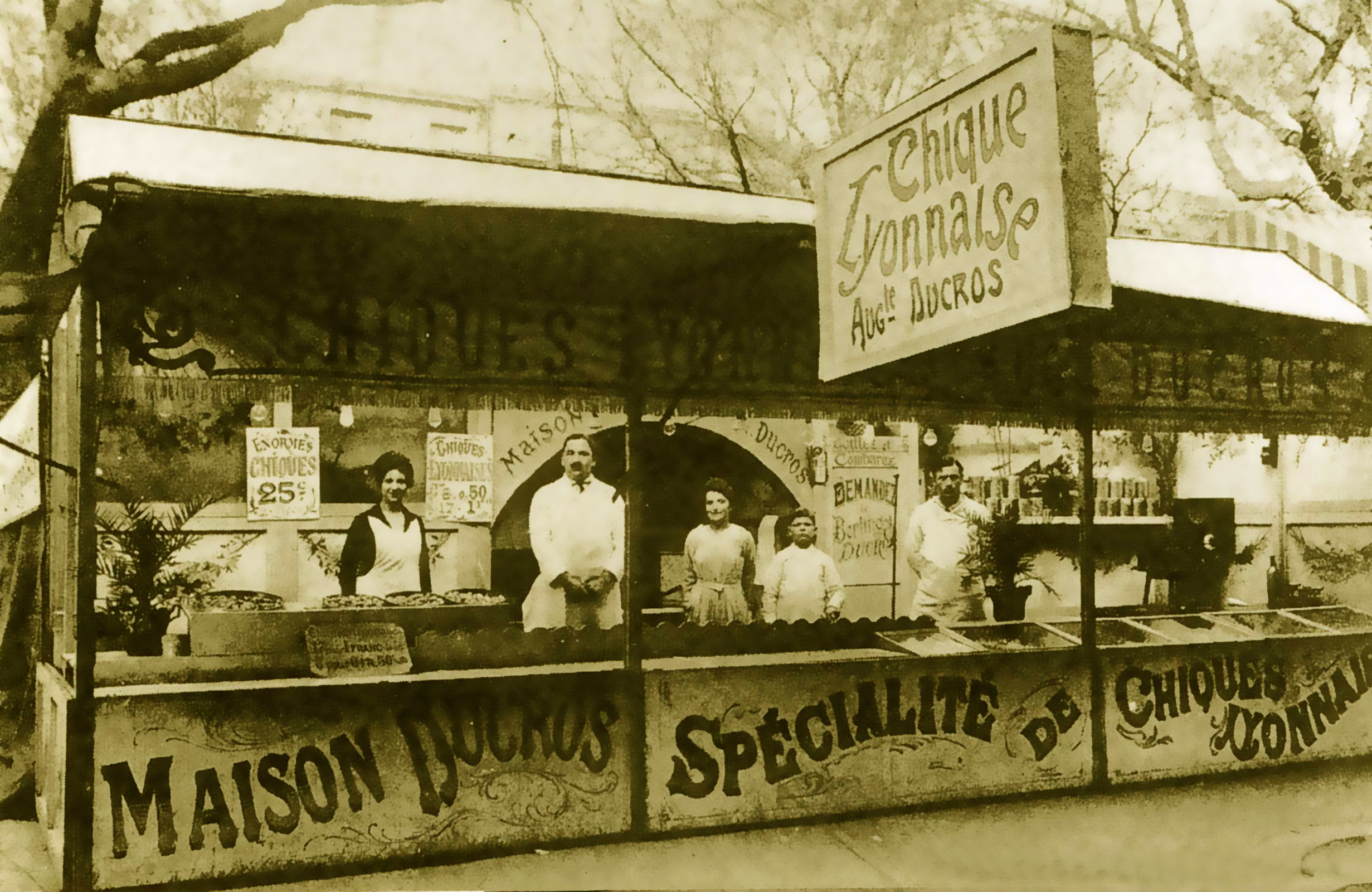
Baraque foraine à la foire Saint-André d'Avignon

Bien qu'itinérants, les artisans forains ne doivent pas être confondus avec les gens du voyage. Les premiers sont une catégorie professionnelle, les seconds une catégorie juridique. Toutefois, beaucoup de ces derniers ont exercé le métier de forain, qui leur permettait d'avoir un travail régulier tout en gardant leur mode de vie nomade.
De même, les gérants et les animateurs de parc d'attractions permanents ne sont pas des forains. Seuls les parcs d'attractions estivaux (ils sont au nombre de 35 environ) sont tenus par des forains.
La quinzaine de cirques qui existent en France sont gérés par des forains, ainsi que les quelque 300 petits cirques dénommés « cirques familiaux ».
Une catégorie de forains en plein essor est celle qui s'occupe des spectacles de rue. Il y avait en France, à la date de 2003, 75 festivals officiels, auxquels participent des troupes allant de deux personnes à une trentaine de personnes. Les deux plus grands festivals sont ceux de Chalon-sur-Saône et d'Aurillac.
La communauté foraine a ses traditions, sa mentalité et ses mœurs propres.

### Avantages et inconvénients de la profession
- Si vous ne connaissez pas le sujet, laissez ce bandeau (vous pouvez alors contacter les auteurs).
- Si vous supprimez le contenu mis en cause (vous pouvez préalablement contacter les auteurs),

argumentez précisément cette suppression dans la page de discussion
(un manque de référence n'est pas un argument ; une recherche réelle de référence doit avoir été effectuée, être formellement documentée).
S'il y a des avantages à être forain (une certaine liberté d'action, un métier jamais ennuyeux), la profession est soumise toutefois à certains inconvénients (scolarisation des enfants problématique). 
Les conditions d'accueil et d'hygiène dans certaines villes laissent à désirer, le regard des autochtones n'est pas toujours bienveillant.
Les rapports que la communauté foraine entretient avec les autorités municipales ne sont pas exempts de conflits, suscités par des initiatives telles que :
- la suppression de la fête foraine,
- la modification de sa date,
- l'interdiction de la tenir à l'emplacement habituel et son excentrage à la périphérie de la ville[5].

Ces initiatives, prises sous prétexte de réaménagement urbain, n'améliorent pas la situation financière des forains.

### Devenir de la profession
La popularité des foires se maintient malgré la concurrence des autres formes de divertissement. Selon les statistiques officielles, plus de 90 % de la population de 15 ans et plus, se rend dans une foire au moins une fois tous les deux ans.
En général, les grandes foires régionales incluent la fête foraine dans leurs animations.

## Musées
- Le Musée des arts forains à Paris
- Le Musée du théâtre forain à Artenay

## Littérature
- Youri Messen-Jaschin, Le Monde des forains du XVIe au XXe siècle, Éditions des Trois Continents, 1986  (ISBN 2-88001-195-7)